# Mesoleius albopictus
Mesoleius albopictus là một loài tò vò trong họ Ichneumonidae.